# Simon Barton
Simon Barton (Great Kingshill, 1962 - Orlando, 15 de diciembre de 2017) fue un historiador y medievalista británico.

## Biografía
Nacido en Great Kingshill (Buckinghamshire) en 1962, inició sus estudios superiores en Aberystwyth University, que continuó con un doctorado en la Universidad de York, con una tesis titulada The Aristocracy of Leon-Castile in the reign of Alfonso VII (1126-1157) (1990). Fue profesor de la Universidad de Exeter y, al final de su vida, en la Universidad de Florida Central.
Fue autor de obras como The Aristocracy in Twelfth-Century León and Castile (Cambridge University Press, 1997), A History of Spain (Palgrave Macmillan, 2004), y Conquerors, Brides, and Concubines: Interfaith Relations and Social Power in Medieval Iberia (University of Pennsylvania Press, 2015); entre otras.
También fue editor de The World of El Cid: Chronicles of the Spanish Reconquest (Manchester University Press, 2000), junto a Richard Fletcher, y Cross, Crescent and Conversión. Studies on Medieval Spain and Christendom in Memory of Richard Fletcher (Brill, 2008), junto a Peter Linehan, en memoria del medievalista Richard Fletcher. Fue miembro de la Royal Historical Society.
Falleció en Orlando el 15 de diciembre de 2017.